# آلباتروس ال۶۶
آلباتروس ال۶۶ (به انگلیسی: Albatros_L.66) یک هواگرد از نوع هواگرد سبک ساخت شرکت آلباتروس فلوکتسایک‌ورک در آلمان است. هواگرد آلباتروس ال۶۶ نخستین پروازش را در ۱۹۲۴ میلادی انجام داد. در مجموع، تعداد ۱۰ فروند از این هواگرد ساخته شده‌است.